# Bone Black: Memories of Girlhood
Bone Black: Memories of Girlhood (Holt, 1996) é um livro de memórias de bell hooks que narra suas experiências de infância como uma menina afro-americana pobre, crescendo em meio à segregação racial. Segundo a Kirkus Reviews: “Por meio de breves vinhetas, hooks ilumina os diversos elementos que compunham aquele universo, descrevendo seus pais — marcados por tensões conjugais que, por vezes, beiravam a violência — diante das pressões da vida a dois; uma família extensa que, ao mesmo tempo em que lhe dava espaço para sonhar, também a envolvia em mensagens contraditórias sobre como viver; uma subcultura negra que lhe impôs dolorosas lições de autoavaliação baseadas na cor da pele; e, por fim, uma cultura branca dominante, capaz de oferecer tanto o encantamento da literatura quanto as punições cruéis da discriminação racial.”